# Takcsány
Takcsány (1899-ig Sztakcsin, szlovákul: Stakčín) község Szlovákiában, az Eperjesi kerület Szinnai járásában.

## Fekvése
Szinnától 5 km-re, északkeletre fekszik.

### Kataszteri területek
- Takcsány (Stakčín) – 40,34 km²
- Cirókaófalu (Starina nad Cirochou) – 25,31 km²
- Dara (Dara) – 5,12 km²
- Nagypolány (Veľká Poľana) – 24,40 km²
- Oroszruszka (Ruské) – 29,67 km²
- Szedreske (Ostrožnica) – 9,34 km²
- Újszomolnok (Smolník nad Cirochou) – 14,45 km²
- Zellő (Zvala) – 19,11 km²[2]

## Története
A település a vlach jog alapján keletkezett a 15. században, 1492-ben „Staccyn” alakban említik először. 1567-ben „Ztaxin” néven szerepel írott forrásban. A homonnai uradalomhoz tartozott, 1585-ben gróf homonnai Drugeth János a birtokosa; később a Szirmay családé. 1600-ban 61 ház állt a faluban, már ekkor állt a falu temploma is. 1612-ben malma és fűrésztelepe is volt. Kereskedelemmel az itt élő öt zsidó család foglalkozott. 1641 és 1645 között kolerajárvány pusztított. 1657-ben a lakosság pótlására ruszinokat telepítettek ide. Lakói mezőgazdasággal, favágással, fuvarozással, szénégetéssel foglalkoztak.
A 18. század végén Vályi András így ír róla: „SZTAKCSIN. Orosz falu Zemplén Várm. földes Ura Szirmay Uraság, lakosai ó hitüek, fekszik Jalova, és Koloniczához is 1 órányira; határja 2 nyomásbéli, hegyes, és sárga ritka agyagos, egyveles földgye leginkább zabot terem, középszerűen gabonát, kevés árpát, tatárkát, és krompélyt; erdeje van, legelővel bővelkedik, piatzok Ungváron, és Homonnán.”
A 19. században az Ocskayak tulajdonában találjuk.
Fényes Elek 1851-ben kiadott geográfiai szótárában így ír a faluról: „Sztakcsin, orosz falu, Zemplén vmegyében, Szinna fiókja: 63 r., 1024 g. kath., 6 ref., 6 zsidó lak. Gör. anyatemplom. 1532 h. szántóföld. Erdő. Örökös földesura: gr. Vandernath. Ut. p. Nagy-Mihály. Ruszka (Orosz), orosz f., Zemplén vgyében a gallicziai határszélen: 720 g. kath., 13 zsidó lak. G. paroch. templom. 994 hold szántófölddel, nagy erdővel. Osztronicza, orosz falu, Zemplén vmegyében, Szinna fil., 4 rom., 303 gör. kath., 12 zsidó lak., 217 hold szántófölddel. Ut. p. Szobráncz. Zuella, Zemplén v. orosz f. Galliczia határszélén: 2 romai, 598 gör. kath., 10 zsidó lak. G. paroch. templom; hegyes, sziklás, sovány határ. F. u. Szirmay. Ut. p. Nagy-Mihály.”
A 19. század második felében a faluban gőzfűrész üzem létesült.
Borovszky Samu monográfiasorozatának Zemplén vármegyét tárgyaló része szerint: „Takcsány, azelőtt Sztakcsin. Ruthén kisközség a Cziróka-folyó mentén, 175 házat számlál és 1226 lakosa van, kik gör. kath. vallásúak. Saját postája van, távírója Szinna. A homonnai uradalom tartozéka volt és újabbkori birtokosai a Szirmayak voltak. Most Hering Gottfriednek van itt nagyobb birtoka és csinos úrilaka, melyet, noha részben újabb keletű, a mult század második felében báró Frőhlich építtetett. Ugyancsak Hering Gottfriedé az itteni nagyszabású gőzfűrészgyár is. Az 1870-es években és 1903-ban vízáradás okozott sok kárt a községben. Gör. kath. temploma 1772-ben épült.”
1912-ben megépült a községet Homonnával összekötő vasútvonal, mely sokat lendített a fejlődésén. Ebben az időben sok lakosa vándorolt ki a tengerentúlra. 1920 előtt Zemplén vármegye Szinnai járásához, 1939-től 1945-ig ismét Magyarországhoz, a Kárpátaljai kormányzóság Ungi közigazgatási kirendeltségéhez tartozott.
1980-ban a Sztarinai-víztározó felduzzasztásakor az ivóvízbázis védelme miatt 7 község (Zellő, Újszomolnok, Szedreske, Dara, Nagypolány, Oroszruszka, Cirókaófalu) teljes lakosságát (összesen mintegy 3500 embert) kitelepítették és területüket Takcsányhoz csatolták. A község területe ezzel több mint négyszeresére nőtt. Cirókaófalu területe víz alá került, a többi községet a földdel tették egyenlővé.

### Cirókaófalu
A 18. század végén Vályi András így ír róla: „SZTARINA. Orosz falu Zemplén Várm. földes Ura Révész Uraság, lakosai ó hitüek, fekszik Darával öszve kaptsolva, n. k. Polenához 3/4, n. ny. pedig Jalovához 1/4 órányira; hegyes, vőlgyes, sárga agyagos, kavitsal elegyes földgye 2 nyomásbéli, leginkább zabot, középszerűen pedig gabonát, árpát, kölest, tatárkát, és krompélyt terem, erdeje középszerű, bővelkedik legelővel, szűkölködik kenyér dolgában, piatza Homonnán, és Ungváron.”
Fényes Elek 1851-ben kiadott geográfiai szótárában így ír a faluról: „Sztarina és Dara, orosz falu, Zemplén vmegyében, 518 g. kath. lak., s paroch. templommal. Ut. posta Nagymihály 6 óra.”
Borovszky Samu monográfiasorozatának Zemplén vármegyét tárgyaló része szerint: „Czirókaófalu, azelőtt Sztarina. Ruthén kisközség, körjegyzőségi székhely. Van 149 háza és 835 gör. kath. vallású lakosa. Hajdan Dara községgel volt egyesítve és urai a Drugethek voltak. A XVIII. században a Roll családé lett, majd a Révészeké, báró Detróé és Gottesman Rezsőé. Most Hering János Gottfriednek van itt nagyobb birtoka és régi kuriája. A falubeli gör. kath. templom 1775-ben épült. A községnek van saját postája; távírója Szinna, vasúti állomása pedig Homonna.”
1920 előtt Zemplén vármegye Szinnai járásához tartozott, majd az újonnan létrehozott csehszlovák államhoz csatolták. 1939 és 1945 között ismét Magyarország része.
1980-ban területét elárasztották és Takcsányhoz csatolták.

### Nagypolány

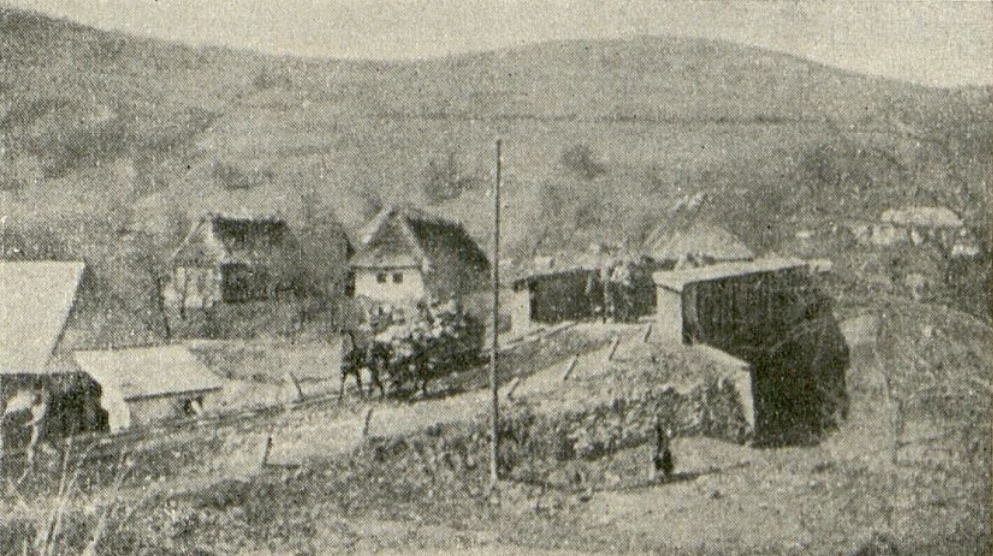
Nagypolány kisvasút, 1916

A 18. század végén Vályi András így ír róla: „POLENA. Orosz falu Zemplén Vármegyében, földes Ura Révész Úr, lakosai többen ó hitüek, fekszik n. k. Ruszkához 1/2, n. ny. Sztarina Dorához 3/4 órányira, határja két nyomásbéli, vőlgyes, sárga agyagos, többnyire zabot, középszerűen gabonát, árpát, kölest, tatárkát, és krompélyt terem, erdeje vagyon, bővelkedik legelővel, piatzok Ungváron, és Homonnán.”
Fényes Elek 1851-ben kiadott geográfiai szótárában így ír a faluról: „Polána, orosz falu, Zemplén vmegyében, Szinna fil., 15 romai, 717 gör. kath., 14 zsidó lak. Gör. anyatemplom. Hegyes, sovány határ. 1229 hold szántóföld. Vizimalom. F. u. Révész. Ut. p. Szobráncz.”
Borovszky Samu monográfiasorozatának Zemplén vármegyét tárgyaló része szerint: „Nagypolány, a gácsi határszélen fekvő ruthén kisközség, melynek azelőtt Nagypolena volt a neve, de a XVII. századig Paulova Polena néven szerepelt. A sztropkói vár tartozéka volt s az újabb korban a gróf Keglevich s a Révész családok birtokolták; legújabban pedig Reichenbach Alfonz szerezte meg. 1663-ban a pestis tizedelte meg lakosait, 1891-ben pedig a falu nagyobb része leégett. Itt van a körjegyzőség székhelye. Házainak száma 118, nagyobbára gör. kath. vallású ruthén lakosaié pedig 741. A gör. kath. templom 1732-ben épült, s az egyház igen régi, értékes szentségtartót őriz. A faluban van posta, de távírója Szinnán, vasúti állomása meg Homonnán van.”
1920 előtt Zemplén vármegye Szinnai járásához tartozott, majd az újonnan létrehozott csehszlovák államhoz csatolták. 1939 és 1945 között ismét Magyarország része.
1980-ban a falut lerombolták területét Takcsány külterületéhez csatolták.

### Oroszruszka
A 18. század végén Vályi András így ír róla: „RUSZKA. Orosz falu Zemplén Várm. földes Ura Szirmay Uraság, lakosai ó hitüek, fekszik n. k. Runyinához 1, n. ny. Polenához fél órányira; határja hegyes, vőlgyes, agyagos, és kavitsos, két nyomásbéli, leginkább zabot, középszerűen árpát, kölest, tatárkát, és krompélyt terem; bővelkedik legelővel, és erdővel; piatzok Ungváron, és Homonnán.”
Fényes Elek 1851-ben kiadott geográfiai szótárában így ír a faluról: „Ruszka (Orosz), orosz f., Zemplén vgyében a gallicziai határszélen: 720 g. kath., 13 zsidó lak. G. paroch. templom. 994 hold szántófölddel, nagy erdővel.”
Borovszky Samu monográfiasorozatának Zemplén vármegyét tárgyaló része szerint: „Zemplénoroszi, előbb Oroszruszka, ruthén kisközség a Cziróka völgyében. Van 111 háza és 702 gör. kath. vallású lakosa. Postája Nagypolány, távírója Szinna, vasúti állomása Homonna. Hajdan a homonnai uradalomhoz tartozott s újabbkori birtokosai a Szirmayak voltak. Most Solbrich Pálnak van itt nagyobb birtoka. A község határában antraczit található. Görög katholikus temploma 1798-ban épült és 1889-ben megújították.”
1920 előtt Zemplén vármegye Szinnai járásához tartozott, majd az újonnan létrehozott csehszlovák államhoz csatolták. 1939 és 1945 között ismét Magyarország része.
1980-ban a falut lerombolták területét Takcsány külterületéhez csatolták.

### Szedreske
A 18. század végén Vályi András így ír róla: „OSZTROSZNICZA. Orosz falu Zemplén Várm. földes Ura a’ Religyiói Kintstár, lakosai ó hitűek, fekszik Szmolnyik, és Zuellához 3/4 órányira, határja két nyomásbéli, zabot középszerűen, árpát, tavaszi búzát, kölest, gabonát keveset terem, földgye igen sovány, hegyek, és kövekből áll, erdeje elég van, és legelője is.”
Fényes Elek 1851-ben kiadott geográfiai szótárában így ír a faluról: „Osztronicza, orosz falu, Zemplén vmegyében, Szinna fil., 4 rom., 303 gör. kath., 12 zsidó lak., 217 hold szántófölddel. Ut. p. Szobráncz.”
Borovszky Samu monográfiasorozatának Zemplén vármegyét tárgyaló része szerint: „Szedreske, azelőtt Osztrozsnicza. Ruthén kisközség 39 házzal és 167 gör. kath. vallású lakossal. Postája Nagypolány, távírója Zemplén-Szinna, vasúti állomása Homonna. Hajdan a homonnai uradalomhoz tartozott, de azután a Drugethek a terebesi pálosoknak adományozták. A rend eltörlése után a vallásalapé lett, majd az eperjesi püspökségé és káptalané s most is ezeké. Gör. kath. temploma 1826-ban épült.”
1920 előtt Zemplén vármegye Szinnai járásához tartozott, majd az újonnan létrehozott csehszlovák államhoz csatolták. 1939 és 1945 között ismét Magyarország része.
1980-ban a falut lerombolták területét Takcsány külterületéhez csatolták.

### Zellő
A 18. század végén Vályi András így ír róla: „ZUELLA. Orosz falu Zemplén Várm. földes Ura Szirmay Uraság, lakosai orosz vallásúak, fekszik Osztrozniczához, és Szmolnikhoz nem meszsze; határja két nyomásbéli, zabot középszerűen, árpát, tavaszi búzát, kölest, gabonát keveset, és ritkán szokott teremni; földgye igen sovány, erdeje elég van.”
Fényes Elek 1851-ben kiadott geográfiai szótárában így ír a faluról: „Zuella, Zemplén v. orosz f. Galliczia határszélén: 2 romai, 598 gör. kath., 10 zsidó lak. G. paroch. templom; hegyes, sziklás, sovány határ. F. u. Szirmay. Ut. p. Nagy-Mihály.”
Borovszky Samu monográfiasorozatának Zemplén vármegyét tárgyaló része szerint: „Zellő, azelőtt Zuella, ruthén kisközség a bácsi határszélen. Van 73 háza és 436 gör. kath. vallású lakosa. Postája Nagypolány, távírója és vasúti állomása Homonna. A homonnai uradalomhoz tartozott s annak sorsában osztozott. Az újabb korban a Szirmayak voltak az urai. Most nincsen nagyobb birtokosa. A hagyomány szerint már a XIV. században volt temploma. Mostani gör. kath. temploma 1795-ben épült.”
1920 előtt Zemplén vármegye Szinnai járásához tartozott, majd az újonnan létrehozott csehszlovák államhoz csatolták. 1939 és 1945 között ismét Magyarország része.
1980-ban a falut lerombolták területét Takcsány külterületéhez csatolták.

## Népessége
| Év:            | 1994. | 2004.   | 2014.   | 2024.   |
| -------------- | ----- | ------- | ------- | ------- |
| Emberek száma: | 2460  | 2345    | 2454    | 2351    |
| Eltérés:       |       | -4,67 % | +4,64 % | -4,19 % |

| Év:            | 2023. | 2024.   |
| -------------- | ----- | ------- |
| Emberek száma: | 2350  | 2351    |
| Eltérés:       |       | +0,04 % |

1910-ben 1375-ben többségében ruszin anyanyelvűek lakták, jelentős lengyel és magyar kisebbséggel.
2001-ben 335 lakosából 282 szlovák, 42 ruszin volt.
2011-ben 2477 lakosából 1677 szlovák, 480 ruszin, 192 roma és 58 ukrán volt.

## Nevezetességei
- Kastélya a 18. század második felében épült, eredetileg rokokó stílusban. A 19. század elején átépítették, körülötte park található.
- Régi görögkatolikus temploma 1772-ben készült, helyén 1992-ben épült fel a mai templom.
- A Szentháromság tiszteletére szentelt ortodox templomát 1947 és 1952 között létesítették orosz historizáló stílusban.
- Az iskola előtt látható Alexander Duchnovič görögkatolikus pap és író emlékműve, aki itt töltötte gyermekéveit. Nevét viseli az eperjesi ruszin színház.
- A község határában található a Cirókán 1983-1988 között felduzzasztott Sztarinai-víztározó, mely Kassa és Eperjes ivóvízellátását szolgálja.

## Lásd még
- Dara
- Újszomolnok